# Two-Point Conversion

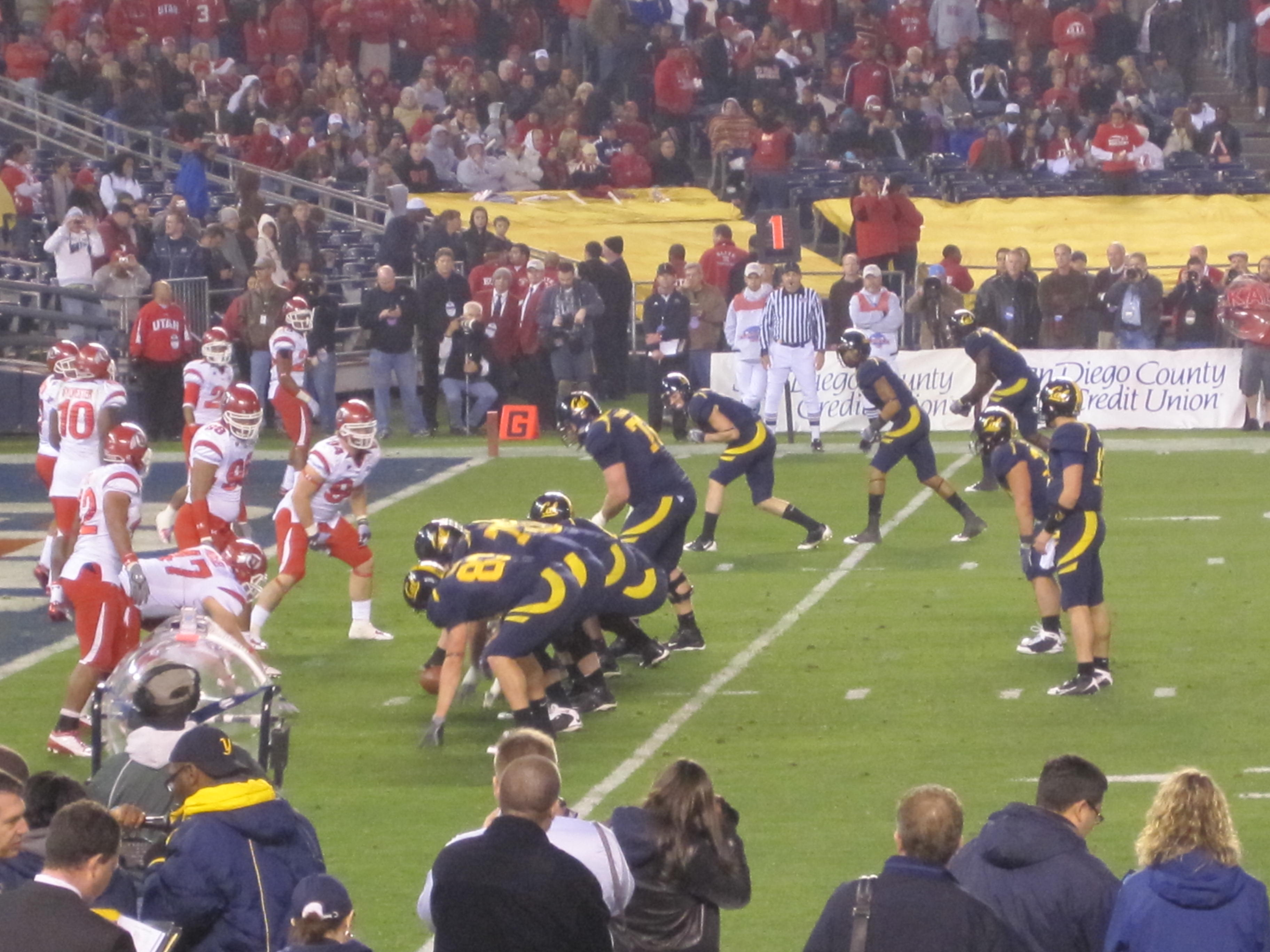
Aufstellung bei der Two-Point Conversion

Die Two-Point Conversion (TPC) ist eine Alternative zum Point after Touchdown im American und Canadian Football. Es handelt sich dabei um den Versuch, zwei Punkte nach einem Touchdown zu erzielen. Je nach Regelwerk startet die Offense, die gerade gepunktet hat, an der 2- oder 3-Yards-Linie. Im Canadian Football startet die Angriffsmannschaft von der 5-Yards-Linie. Wenn die Offense den Ball verliert und die Defense ihn erobert, hat sie die Chance, zwei Punkte durch das Zurücklaufen in die andere Endzone zu erzielen.

## College Football
| Jahr | Anteil Kick | Anteil 2-Pt. | Kicks gut/Versuche (Anteil) | 2-Pt. gut/Versuche (Anteil) |
| ---- | ----------- | ------------ | --------------------------- | --------------------------- |
| 1958 | 0,489       | 0,514        | 889/1.295 (0,686)           | 613/1.371 (0,447)           |
| 1968 | 0,871       | 0,129        | 2.629/3.090 (0,851)         | 181/456 (0,397)             |
| 1978 | 0,884       | 0,116        | 3.490/3.808 (0,916)         | 208/498 (0,418)             |
| 1988 | 0,899       | 0,111        | 3.074/3.215 (0,956)         | 156/363 (0,430)             |
| 1998 | 0,919       | 0,081        | 3.590/3.826 (0,938)         | 146/339 (0,431)             |
| 2007 | 0,950       | 0,050        | 4.886/5.070 (0,964)         | 107/254 (0,421)             |

Die Two-Point Conversion wurde erst 1958 als Alternative zum normalen Extrapunktversuch durch einen Kick für College-Football-Mannschaften erfunden und eingeführt. Der Grund für diese Regeländerung waren viele Spiele mit einem unentschiedenen Ergebnis, wenn beide Mannschaften gleich viele Touchdowns erzielten, weiterhin sollte das Spiel spannender für die Zuschauer gestaltet werden. Zusätzlich hatte der Kick eine weitaus höhere Erfolgswahrscheinlichkeit, da es aufgrund von starken Defensive Linemans recht schwer war, die nötigen zwei Yards für die Two-Point Conversion zu überbrücken. Trotz diesem anfänglich schlechten Ruf, war die Two-Point Conversion auch in den frühen Jahren oft spielentscheidend, so zum Beispiel bei einem acht zu sechs Sieg der Yale University gegen die Connecticut State University.
Die Anzahl der versuchten Two-Point Conversions sank im Laufe der Jahre durch die Entwicklung von neuen Techniken in der Verteidigung wie die Erfindung der Goal-Line-Formation, in der alle Spieler zwischen den beiden mittleren Hashmarks stehen, immer mehr. So wurde 1958 noch nach 51 % aller Touchdowns eine Two-Point Conversion versucht, 1988 waren es nur noch etwa 11 %. 2007 wurden nur noch nach 5 % aller Touchdowns eine Conversion versucht.

## NFL
In der US-amerikanischen Profiliga National Football League (NFL) muss die angreifende Mannschaft von der gegnerischen 2-Yards-Linie einen Spielzug in der gegnerischen Endzone erfolgreich beenden, um zwei Punkte zu erzielen. Die Two-Point Conversion kann nur nach einem Touchdown ausgeführt werden. Sollte der Versuch scheitern, erhält die Mannschaft keine Extrapunkte und muss danach den Kick-off ausführen. Die Wahrscheinlichkeit einer erfolgreichen Umsetzung des Versuchs liegt bei etwa 50 %, womit sie eher selten und nur in Ausnahmesituationen benutzt wird, beispielsweise wenn im letzten Viertel noch zwei Punkte zum Ausgleich fehlen.
Die Möglichkeit des Punktgewinns für die Defense gilt in der NFL seit der Saison 2015.

## Europäischer Amateurbereich
Two-Point Conversions werden im Amateurbereich häufig benutzt, wenn es im Team keinen guten Kicker gibt. In manchen Jugendligen gibt es keinen Extrapunktversuch nach einem Touchdown, weshalb nur Two-Point Conversions versucht werden dürfen. Die Wahrscheinlichkeit einer erfolgreichen Conversion ist in Amateurligen weitaus höher als beispielsweise in der NFL, da die Verteidigungsreihen meist ineffektiver und schwächer arbeiten.